# ريتشارد كوريغان
ريتشارد كوريغان (بالإنجليزية: Richard Corrigan) هو طاهي أيرلندي، ولد في 10 فبراير 1964 في دبلن في جمهورية أيرلندا.